# Ciocile
Ciocile là một xã thuộc hạt Brăila, România. Dân số thời điểm năm 2002 là 3147 người.